# زهرا استادزاده
زهرا استادزاده (۱۳۵۰– ۶ آذر ۱۳۹۹) ادب‌پژوه ایرانی و عضو هیئت علمی معاونت گسترش زبان فارسی مرکز همکاری‌های وزارت علوم، تحقیقات و فناوری بود. او برای بررسی محتوایی اشعار کودکانهٔ پروین دولت‌آبادی برندهٔ جشنوارهٔ نقد کتاب شد و عنوان پژوهشگر شاخص کشور و پژوهشگر منتخب را کسب کرد. او تحصیلاتش را در رشته‌های زبان و ادبیات فارسی و آموزش زبان فارسی در دانشگاه علامه طباطبایی و دورهٔ دکتری را در دانشگاه سمنان گذراند. یادنامهٔ او با عنوان فراسوی فارسی از سوی انتشارات کتاب بهار منتشر شده‌است.